# S/S Victoria (1912)
S/S Victoria var ett svenskt, ångdrivet fraktfartyg byggt och sjösatt 1912 för Svenska Lloyd vid Antwerp Engineering Co. Ltd., Hoboken. Hon torpederades och förliste utanför sydvästra Spanien den 18 mars 1917.